# Sept Ans de solitude
Sept Ans de solitude est un récit de Éric Halphen publié en 2002 par les éditions Denoël.
Dans cet ouvrage, l'auteur relate l'expérience qu'il a vécue à partir de 1994, en tant que juge d'instruction confronté aux multiples difficultés liées à l'affaire politico-financière dite « du dossier des HLM de Paris  », jusqu'à son dessaisissement par la Cour d'appel de Paris intervenu en septembre 2001,. 

## Accueil critique
- Selon Pascale Robert-Diard (Le Monde)[3], « Éric Halphen a fait un beau livre » dans lequel elle voit « quelques utiles et sévères vérités sur ce que l'on n'appelait pas encore les dysfonctionnements de la justice dès lors qu'elle s'approchait un peu trop des turpitudes du pouvoir ».

- Pour Armelle Thoraval (Libération)[4], le livre est « un diagnostic sans concession de ce que sont encore les rapports du pouvoir politique et de l'institution judiciaire lorsqu'elle doit affronter des puissants, et singulièrement ceux du RPR ».

- « Le livre constitue un éclairant voyage dans l'intimité de la justice », souligne La Dépêche du Midi[5].

## Éditions
- Denoël, 2002
- Le Grand Livre du mois, 2002
- Gallimard, coll. « Folio documents », avec une postface de l'auteur, 2002